# لعيايدة البئر الحمر (لبراهمة)
لعيايدة البئر الحمر هو دُوَّار يقع بجماعة سيدي بوقنادل، عمالة سلا، جهة الرباط سلا القنيطرة في المملكة المغربية. ينتمي الدوّار لمشيخة لبراهمة التي تضم 6 دواوير. يقدر عدد سكانه بـ 261 نسمة حسب الإحصاء الرسمي للسكان والسكنى لسنة 2004.

## روابط خارجية
- البوابة الوطنية للجماعات الترابية نسخة محفوظة 12 مارس 2018 على موقع واي باك مشين.
- المندوبية السامية للتخطيط